# 広望県
広望県（こうぼう-けん、中: 廣望縣）は、かつて中国に置かれた県の一つで、現在の河北省保定市清苑区の西南にあった。前漢に涿郡の下に置かれた 。
後漢によって廃され、北新城県に編入された。